# گالوتیایا
گالوتیایا (به لاتین: Galwetiyaya) یک منطقهٔ مسکونی در سری‌لانکا است که در استان مرکزی (سری‌لانکا) واقع شده‌است.